# Källaudden-Virstholmen
Källaudden-Virstholmen este o arie protejată (arie specială de conservare — SAC, sit de importanță comunitară — SCI) din Finlanda întinsă pe o suprafață de 87 ha, integral pe uscat.

## Localizare
Centrul sitului Källaudden-Virstholmen este situat la coordonatele 60°23′04″N 26°18′17″E / 60.3844°N 26.3047°E.

## Înființare
Situl Källaudden-Virstholmen a fost declarat sit de importanță comunitară în august 1998 pentru a proteja un număr necunoscut de specii din flora spontană și fauna sălbatică aflate în arealul zonei. Situl a fost protejat și ca arie specială de conservare în aprilie 2015.

## Biodiversitate
Situată în ecoregiunea boreală, aria protejată conține 5 habitate naturale: Lagune de coastă, Insule esker baltice, cu vegetație a plajelor nisipoase, stâncoase și cu galeți, precum și cu vegetație sublitorală, Litoraluri nisipoase din Baltica boreală cu vegetație perenă, Păduri caducifoliate de mlaștină fino-scandinave, Vegetație anuală la limita mareei.
La baza desemnării sitului se află un număr nedeclarat de specii protejate.
Pe lângă speciile protejate, pe teritoriul sitului au mai fost identificate 1 specie de plante.